# Magdalene Sybille de Brandenburg-Bayreuth
Magdalene Sibylle de Brandenburg-Bayreuth (27 octombrie 1612 – 20 martie 1687) a fost Electoare de Saxonia din 1656 până în 1680 ca soție a Electorului Johann Georg al II-lea de Saxonia. Fiică a Margrafului Christian de Brandenburg-Bayreuth și a Prințesei Maria a Prusiei, ea a fost membră a Brandenburg-Bayreuth, o ramură a Casei de Hohenzollern.

## Biografie
Născută la Bayreuth, ea a fost al cincilea copil al Margrafului Christian de Brandenburg-Bayreuth (1581–1655) și a Mariei a Prusiei (1579–1649). Mama ei era fiica Ducelui Albert Frederic de Prusia, și a Mariei Eleonore de Cleves. Una dintre mătușile materne a fost Ducesa Anne de Prusia.

## Familie
La 13 noiembrie 1638, la Dresda, Magdalene Sibylle s-a căsătorit cu Johann Georg al II-lea, Elector de Saxonia. Ei erau veri primari, soțul ei fiind fiul mătușii materne (și după care a ea a fost botezată), Magdalene Sibylle a Prusiei. Nora și verișoara ei a fost Magdalene Sibylle de Saxonia.
Magdalene Sibylle și Johann Georg II au avut trei copii:
1. Sibylle Marie (16 septembrie 1642 – 27 februarie 1643)
2. Erdmuthe Sophie (25 februarie 1644 – 22 iunie 1670), căsătorită la 29 octombrie 1662 cu Christian Ernst, Margraf de Brandenburg-Bayreuth
3. Johann Georg III (20 iunie 1647 –  12 septembrie 1691), succesorul lui ca Elector.